# Ficus spathulifolia
Ficus spathulifolia är en mullbärsväxtart som beskrevs av Edred John Henry Corner. Ficus spathulifolia ingår i släktet fikonsläktet, och familjen mullbärsväxter. Inga underarter finns listade i Catalogue of Life.